# Daniel Narcisse
Daniel Narcisse, född 16 december 1979 i Saint-Denis på Réunion, är en fransk tidigare handbollsspelare (vänsternia). Han utsågs av IHF till Årets bästa handbollsspelare i världen 2012.

## Meriter

### Inom klubblag
Chambéry Savoie HB
- Fransk mästare: 2001
- Coupe de la Ligue: 2002
- Eurotournoi: 1999, 2001, 2003

VfL Gummersbach
- EHF-cupen: 2009

THW Kiel
- Tysk mästare: 2010, 2012, 2013
- EHF Champions League: 2010, 2012

### Inom landslag
- EM 2000: 4:a
- OS 2000: 6:a
- VM 2001:  Guld
- EM 2002: 6:a
- VM 2003:  Brons
- OS 2004: 5:a
- EM 2004: 6:a
- VM 2005:  Brons
- EM 2006:  Guld
- VM 2007: 4:a
- EM 2008:  Brons
- OS 2008:  Guld
- VM 2009:  Guld
- EM 2010:  Guld
- EM 2012: 11:a
- OS 2012:  Guld
- VM 2013: 6:a
- EM 2014:  Guld
- VM 2015:  Guld
- EM 2016: 5:a
- OS 2016:  Silver
- VM 2017:  Guld

### Individuella utmärkelser
- Utsedd till turneringens bästa vänsternia i EM 2008 i Norge
- I juni 2009 utsedd till hedersmedborgare på Réunion
- Av IHF utsedd till Årets bästa handbollsspelare i världen 2012